# Маршнер, Людвиг Христофорович
Лю́двиг Христофо́рович Ма́ршнер (1847—?) — архитектор, академик Императорской Академии художеств.

## Биография
Ученик Императорской Академии художеств (1871—1878). Получил медали Академии художеств: малую поощрительную (1872), малую и большую поощрительные (1875), большую поощрительную (1879). Звание классного художника 2-й степени (1878) за программу «Проект музея для художественно-ремесленных произведений». Звание классного художника 1-й степени (1879) за программу «Инвалидный дом на 1000 человек нижних чинов и 50 офицеров». Звание академика (1887) за «проект женского монастыря»
Преподавал в Училище технического рисования, Ксениинском институте (с 1901 года). Имел награды: орден Святой Анны 2-й степени (1901).

## Проекты и постройки

### Санкт-Петербург
- Дом К. Ф. Кастена. Саперный переулок, 8 (1881)[4];
- Доходный дом И. Паллизена (перестройка первого этажа). 11-я линии Васильевского острова, 16 (1882)[5];
- Отделка интерьеров особняка А. А. Половцева. Большая Морская улица, 52 (1880–1890-е)[6][7];
- Устройство лестниц в лютеранской церкви св. Екатерины[8]. Большой проспект Васильевского острова, 1 (1902–1903);
- дача Г. К. Болина. 2-я Берёзовая аллея, 28 (1906—1908)[9][10].

### Другие места
- Усадьба А. А. Половцева Рапти (совместно с И. А. Стефаницем). Деревня Рапти, Лужский район Ленинградской области (1886—1892, не сохранилась).